# العلاقات الإيطالية الصربية
العلاقات الإيطالية الصربية هي العلاقات الثنائية التي تجمع بين إيطاليا وصربيا.

## مقارنة بين البلدين
هذه مقارنة عامة ومرجعية للدولتين:
| وجه المقارنة                                              | إيطاليا                                                  | صربيا                                                      |
| --------------------------------------------------------- | -------------------------------------------------------- | ---------------------------------------------------------- |
| المساحة (كم2)                                             | 301.34 ألف                                               | 88.36 ألف                                                  |
| عدد السكان (نسمة)                                         | 60.60 مليون                                              | 7.02 مليون                                                 |
| الكثافة السكانية (ن./كم²)                                 | 201.1                                                    | 79.45                                                      |
| العاصمة                                                   | روما، فلورنسا، تورينو                                    | بلغراد                                                     |
| اللغة الرسمية                                             | اللغة الإيطالية                                          | اللغة الصربية                                              |
| العملة                                                    | يورو، ليرة إيطالية                                       | دينار صربي                                                 |
| الناتج المحلي الإجمالي (بليون دولار)                      | 1.93 تريليون                                             | 41.43 مليار                                                |
| الناتج المحلي الإجمالي (تعادل القوة الشرائية) بليون دولار | 2.26 تريليون                                             | 100.13 مليار                                               |
| الناتج المحلي الإجمالي الاسمي للفرد دولار أمريكي          | 29.96 ألف                                                | 5.24 ألف                                                   |
| الناتج المحلي الإجمالي للفرد دولار أمريكي                 | 35.46 ألف                                                | 13.59 ألف                                                  |
| مؤشر التنمية البشرية                                      | 0.873                                                    | 0.771                                                      |
| رمز المكالمات الدولي                                      | +39                                                      | +381                                                       |
| رمز الإنترنت                                              | .it                                                      | .rs، .срб ‏                                                 |
| المنطقة الزمنية                                           | توقيت وسط أوروبا، ت ع م+01:00، ت ع م+02:00، أوروبا/روما ‏ | توقيت وسط أوروبا، ت ع م+01:00، ت ع م+02:00، أوروبا/بلغراد ‏ |

## مدن متوأمة
في ما يلي قائمة باتفاقيات التوأمة بين مدن إيطالية وصربية:
- ترتبط فيرونا مع ياغودينا باتفاقية توأمة منذ 30 يوليو 1992.[15][16][17][15]
- ترتبط أوديني مع بلغراد باتفاقية توأمة منذ 1996.
- ترتبط كاسينو مع أوزيتشى باتفاقية توأمة منذ 1969.
- ترتبط فليتري مع زمون [الإنجليزية]‏ باتفاقية توأمة منذ 1957.
- ترتبط فيبو فالينتيا مع فرنياتشكا بانيا باتفاقية توأمة.
- ترتبط نابولي مع كراغوييفاتس باتفاقية توأمة منذ 3 مايو 1960.
- ترتبط باديرنو دونيانو مع Inđija [الإنجليزية]‏ باتفاقية توأمة.
- ترتبط كونسيليتشي مع فيليكا بلانا باتفاقية توأمة.
- ترتبط فيرارا مع نوفي ساد باتفاقية توأمة منذ 1960.
- ترتبط كرارا مع كراغوييفاتس باتفاقية توأمة منذ 2 يونيو 1962.
- ترتبط مودينا مع نوفي ساد باتفاقية توأمة.
- ترتبط بستويا مع كروشيفاتس باتفاقية توأمة.
- ترتبط ريدجو إميليا مع كراغوييفاتس باتفاقية توأمة منذ 2 يونيو 1972.

## منظمات دولية مشتركة
يشترك البلدان في عضوية مجموعة من المنظمات الدولية، منها:
| علم المنظمة | اسم المنظمة                               | تاريخ انضمام إيطاليا | تاريخ انضمام صربيا |
| ----------- | ----------------------------------------- | -------------------- | ------------------ |
|             | مجلس أوروبا                               | 5 مايو 1949          | 3 أبريل 2003       |
|             | المنظمة الأوروبية لسلامة الملاحة الجوية   | 1996                 | 2005               |
|             | الاتحاد البريدي العالمي                   | ?                    | ?                  |
|             | مجموعة الموردين النوويين                  | ?                    | ?                  |
|             | يونسكو                                    | ?                    | 20 ديسمبر 2000     |
|             | الفريق المعني برصد الأرض                  | ?                    | ?                  |
|             | مؤسسة التمويل الدولية                     | 27 ديسمبر 1956       | 25 فبراير 1993     |
|             | المركز الدولي لتسوية المنازعات الاستشارية | 28 أبريل 1971        | 8 يونيو 2007       |
|             | منظمة حظر الأسلحة الكيميائية              | ?                    | ?                  |
|             | مؤسسة التنمية الدولية                     | 24 سبتمبر 1960       | 25 فبراير 1993     |
|             | منظمة الأمن والتعاون في أوروبا            | 25 يونيو 1973        | 3 يونيو 2006       |
|             | وكالة ضمان الاستثمار متعدد الأطراف        | 29 أبريل 1988        | 19 مارس 1993       |
|             | الاتحاد الدولي للاتصالات                  | 1866                 | 1 يونيو 2001       |
|             | منظمة الشرطة الجنائية الدولية             | ?                    | ?                  |
|             | الأمم المتحدة                             | 14 ديسمبر 1955       | 1 نوفمبر 2000      |
|             | البنك الدولي للإنشاء والتعمير             | 27 مارس 1947         | 25 فبراير 1993     |
|             | المنظمة الهيدروغرافية الدولية             | ?                    | ?                  |

## أعلام
هذه قائمة لبعض الشخصيات التي تربطها علاقات بالبلدين:
- سارا يوفانوفيتش (29 أكتوبر 1993 – )
- يولاندا أميرة سافوي (1 يونيو 1901 – 16 أكتوبر 1986)

## وصلات خارجية
- موقع وزارة الخارجية الإيطالية
- موقع وزارة الخارجية الصربية